# Sideritis ibanyenzii
Sideritis ibanyenzii là một loài thực vật có hoa trong họ Hoa môi. Loài này được Pau miêu tả khoa học đầu tiên năm 1903.